# Koninklijke Beerschot Voetbal en Atletiek Club
|  | No s'ha de confondre amb Koninklijke Beerschot Antwerpen Club. |

El Koninklijke Beerschot Voetbal en Atletiek Club fou un club de futbol de Bèlgica, de la ciutat d'Anvers.

## Història
El club va ser fundat el 1899 amb el nom Beerschot AC quan molts jugadors de l'Antwerp deixà el club. Va jugar a l'estadi dels Jocs Olímpics de 1920 anomenat "Kiel". Destacà durant els anys vint i trenta, en els que guanyà set lligues nacionals.
Evolució del nom
- 1900: Beerschot Athletic Club (Beerschot AC)
- 1925: Royal Beerschot Athletic Club (R. Beerschot AC)
- 1968: Koninklijke Beerschot Voetbal en Atletiek Vereniging (K. Beerschot VAV)
- 1991: Beerschot Voetbal en Atletiek Club (Beerschot VAC)
- 1995: Koninklijke Beerschot Voetbal en Athletiek Club (K. Beerschot VAC)

Després de nombrosos problemes el club desaparegué el 1999, fusionat amb K.F.C. Germinal Ekeren esdevenint Germinal Beerschot i el 2011 K. Beerschot AC.

## Palmarès
- Lliga belga (7): 1921-22, 1923-24, 1924-25, 1925-26, 1927-28, 1937-38, 1938-39
- Copa de Bèlgica (2): 1970-71, 1978-79
- Segona Divisió Belga (1): 1906–07